# マテウス・ペレイラ・ダ・シウヴァ
マテウス・ペレイラ（Matheus Pereira）ことマテウス・ペレイラ・ダ・シウヴァ（ポルトガル語: Matheus Pereira da Silva、1998年2月25日 - ）は、ブラジルのサッカー選手。セグンダ・ディビシオン・SDエイバル所属。ポジションはMF。

## クラブ歴
SCコリンチャンス・パウリスタの下部組織に11歳で加入。その後クラブ随一の有望株と見做されていた。2015年1月にトップチームに昇格したが、アメリカ合衆国フロリダ州で行われたプレシーズンキャンプでは親善試合に一切出場する事が出来なかった。その後もカンピオナート・ブラジレイロ・セリエAを中心にベンチ入りする事は多々あれど、出場機会はない日々が続いた。7月22日に行われたABC FCの創設100周年記念試合でプロ初出場。公式戦初出場は8月23日で1分だけの出場であった。26日にコパ・ド・ブラジルで初先発を記録した。
2016年6月28日にセリエAのエンポリFCに移籍。当初はユヴェントスFCへの加入が噂されていたが、ユヴェントスのEU圏外枠が埋まっていたために、エンポリに出し抜かれた形となった。2017年1月31日に、そのユヴェントスへ期限付き移籍で加入し、その後完全移籍で加入した。2017年8月31日、つまりイタリア、フランスの夏の移籍市場最終日にFCジロンダン・ボルドーへ期限付き移籍、買い取りオプションつきでの移籍となった。しかし買い取りは行使されず、2018年にパラナ・クルーベに期限付き移籍した。
2020年1月25日にアレハンドロ・マルケスとの実質トレードでセグンダ・ディビシオンBのFCバルセロナBに買い取りオプション付きレンタル移籍。
2022年7月12日、SDエイバルへの移籍が発表された。バルセロナのリザーブチームでは通算64試合7ゴール7アシストを記録したが、トップチームでの出場機会はなかった。

## タイトル

### クラブ
コリンチャンス
- カンピオナート・ブラジレイロ・セリエA: 2015

ユヴェントス
- セリエA: 2018-2019

### 代表
U-17ブラジル
- 南米U-17選手権: 2015